# Fjodor Gladkov

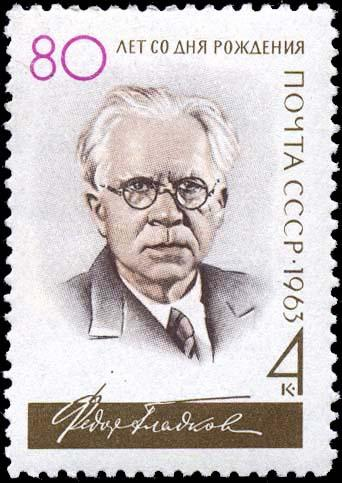
Fjodor Gladkov på ett sovjetiskt frimärke från 1963.

Fjodor Vasilivitj Gladkov (ryska: Фёдор Васильевич Гладков), född 21 juni 1883, död 30 december 1958, var en rysk författare. 
Gladkov växte upp i fattig bondemiljö. I sina första verk från åren kring 1900 var han starkt påverkad av Maksim Gorkij. År 1905 blev han under tre år förvisad till Sibirien på grund av sina revolutionära aktiviteter. Efter den ryska revolutionen 1917 blev han en av de ledande i författarförbundet Smedjan. Han förespråkade den proletära litteraturen och ses som en tidig anhängare av den socialistiska realismen. Han är mest känd för kollektivromanen Cement från 1924.
Fjodor Gladkov arbetade bland annat på tidningarna Krasnoye Chernomorye, Novy Mir och Izvestija. Mellan 1945 och 1948 var han chef för Maxim Gorkijinstitutet i Moskva. År 1949 erhöll han Stalinpriset.
Den tyska översättningen av Gladkovs roman Cement brändes under de omfattande bokbålen i Nazityskland 1933.

## Verk översatta till svenska
- Cement (översättning från tyska Karin Boye, Fram, 1927) (Cement, roman, 1924)
- Eden: fräsaren Nikolaj Sjaronovs anteckningar (översättning Sven Storck, Geber, 1945) (Kljatva, 1944)

- Heiner Müller: Cement (översättning Lars Bjurman, Symposion, 1989) (Zement; dramatisering av Gladkovs roman Cement]